# Friedrich Hell
Friedrich („Fritz“) Hell (* 24. Januar 1892 in Wiesbaden; † 2. April 1957) war ein deutscher FDGB-Funktionär und Politiker der KPD. Er war Landesvorsitzender des FDGB Mecklenburg und auch Landtagsabgeordneter. 1933/34 hatte er an der Spitze des kommunistischen Widerstandes in Wiesbaden gestanden.

## Leben
Hell, Sohn eines Malermeisters, besuchte die Volksschule und absolvierte zwischen 1906 und 1909 eine Lehre zum Dreher. Von 1909 bis 1914 ging er auf Wanderschaft. Im Jahr 1907 schloss er sich der sozialistischen Jugendbewegung an und wurde 1911 Mitglied der SPD. Zwischen 1914 und 1918 diente Hell als Soldat im Ersten Weltkrieg.
Im Jahr 1918 schloss sich Hell der USPD, 1920 der KPD an. 1918/19 war er als Werkzeugdreher in Wiesbaden beschäftigt, anschließend bis 1923 als Eisendreher im städtischen Gaswerk Wiesbaden. Von 1923 bis 1925 war Hell Sekretär der Unterbezirksleitung der KPD in Wiesbaden und Ludwigshafen am Rhein sowie Mitglied der erweiterten Bezirksleitung Hessen-Frankfurt der KPD. Von 1924 bis 1930 war er Stadtverordneter in Wiesbaden. Zwischen 1925 und 1927 war er Anzeigenvertreter der Inseratenexpedition für Arbeiterzeitungen in Berlin, dann von 1927 bis 1933 Werkzeugdreher in Rüsselsheim und Wiesbaden.
Nach der „Machtergreifung“ der Nationalsozialisten beteiligte sich Hell am Widerstand in Wiesbaden und war Leiter des KPD-Unterbezirks Wiesbaden. Er stand über Anneliese Hoevel mit der Bezirksleitung der KPD in Frankfurt am Main in Verbindung. In einem Anfang 1934 von ihm erstellten Strategiepapier sprach sich Hell für eine verstärkte „Betriebsarbeit“ aus und befürwortete die Zusammenarbeit mit ehemaligen Reichsbanner- und SPD-Arbeitern. Im September 1934 wurde Hell in Wiesbaden verhaftet. Am 1. Dezember 1934 wurde er durch das Oberlandesgericht Kassel wegen „Vorbereitung zum Hochverrat“ zu fünf Jahren Zuchthaus verurteilt. Nach Ablauf der Haftzeit wurde Hell jedoch nicht entlassen, sondern war bis 1945 in den Konzentrationslagern Buchenwald und Ravensbrück (ab 1943) inhaftiert.
Nach der Befreiung beteiligte sich Hell aktiv am Aufbau des FDGB, war Mitglied der beratenden FDGB-Landesversammlung von Mecklenburg-Vorpommern und fungierte 1945 als Sekretär des FDGB in Stargard und Neustrelitz. Im Jahr 1946 wurde er Mitglied der SED. Von Juli 1946 bis April 1947 war er Vorsitzender des FDGB-Landesvorstandes Mecklenburg, dann von 1947 bis 1949 Vizepräsident der Industrie- und Handelskammer Mecklenburg. Von 1947 bis 1951 fungierte Hell als Kulturdirektor des Kommunalwirtschaftsunternehmens Schwerin, dann von 1951 bis 1957 als Geschäftsführer der Bezirksdirektion für Kraftverkehr Schwerin.
Von 1946 bis 1950 war Hell zudem Abgeordneter des Landtages von Mecklenburg und dort Mitglied des Wirtschaftsausschusses.